# Fast Food Rockers
Fast Food Rockers var en engelsk popgrupp som hade två hitlåtar under 2004, "The Fast Food Song", en parodi på folk-sången "A Ram Sam Sam", och "Say Cheese (Smile Please)" (som klättrade till #10 på UK Singles Chart). Bandet fick dock samma år sparken ifrån skivbolaget.

## Diskografi
Album
- It's Never Easy Being Cheesy (2003)

Singlar
- "Say Cheese (Smile Please)" (2003)
- "I Love Christmas" (2003)
- "Fast Food Song" (2003)